# ألبرت فون شرينك-نوتزينغ
كان آلبرت فريير فون شرينك-نوتزينغ (18 مايو 1862 - 12 فبراير 1929) طبيبًا نفسيًا وباحثًا نفسيًا ألمانيًا، كرّس وقته لدراسة الأحداث الخارقة المرتبطة بالروحانيات والتنويم المغناطيسي والتخاطر . حقق في الوسائط الروحانية مثل ويلي شنايدر ورودي شنايدر وفالنتين دينكوس. يُنسب إليه أنه أول عالم نفسي في الطب الشرعي من قبل موسوعة غينيس للأرقام القياسية.

## وسيط

### إيفا سي
حقق فريير في الوسيط إيفا كاريير واعتقد أن الإيكوبلازم الذي أنتجته كان أصليًا. ومع ذلك، لم يؤمن بأن " تجسيدات " الظواهر الخارجية لها علاقة بالأرواح، بل ادعى أنها كانت نتيجة "الأيديوبلازم" حيث يمكن للوسيط أن يشكل صورًا على الظاهر الخارجي من عقلها. نشر شرينك-نوتزينغ كتاب ظواهر التجسد في الترجمة الإنجليزية (1920)، والذي تضمن صورًا للظواهر الخارجية. وأشار النقاد إلى أن صور الإيكوبلازم كشفت عن علامات على قصاصات المجلات ودبابيس وقطعة من الخيط.

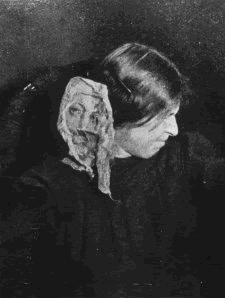
إيفا سي (1912)

كتبت الطبيبة النفسية ماتيلد لودندورف أن تجارب شرينك-نوتزينغ كانت غير علمية وأنه قد خدع بحيل كاريير. افتقرت تجاربه مع كاريير ، الى الضوابط العلمية وكان هناك دليل على أنها قد حررت يديها في غرفة الجلسة. كتب هاري برايس صورها الخارجية المأخوذة بواسطته تبدو اصطناعية وثنائية الأبعاد مصنوعة من الورق المقوى وصور الجرائد وأنه لا توجد ضوابط علمية لأن يديها كانتا حرتين. حققت جمعية البحث النفسي في لندن في تجربة كاريير في عام 1920 . أظهر تحليل الإيكوبلازم أنها مصنوعة من ورق طري. حُقق معها أيضًا في عام 1922 وكانت نتائج الاختبارات سلبية.
اعترف شرينك-نوتزينغ أنه في عدة مناسبات هربت كاريير دبابيس مخادعة إلى غرفة الجلوس. قام الساحر كارلوس ماريا دي هيريديا بتكرار الشكل الخارجي لكاريير باستخدام مشط وشاش ومنديل.

كتب دونالد ويست أن سحنة كاريير كانت مزيفًة ومصنوعًة من وجوه ورقية مقصوصة من الصحف والمجلات التي يمكن أحيانًا رؤية علامات الطي عليها من الصور. كشفت صورة كاريير مأخوذة من الجزء الخلفي من الوجه الخارجي أنها مصنوعة من مجلة مقطوعة بالحروف "لو ميرو". الوجه ثنائي الأبعاد قد قُص من مجلة Le Miroir الفرنسية. كما تطابقت الأعداد السابقة من المجلة مع بعض وجوه كاريير الخارجية. كشفت الآنسة باركلي في عام 1913في مقال في صحيفة Neue Wiener Tagblatt عن احتيال كاريير:
أعدت الآنسة إيفا الرؤوس قبل كل جلسة تحضير، وسعت إلى جعلها غير معروفة. وجه حليق مزين بلحية. أصبح الشعر الرمادي مجعدًا أسود، وصُنعت الجبهة العريضة في جبهته الضيقة. لكنها، على الرغم من كل مساعيها، لم تستطع طمس بعض الخطوط المميزة.
وشملت الوجوه المقطوعة التي استخدمتها وودرو ويلسون وملك بلغاريا فرديناند والرئيس الفرنسي ريموند بوانكاريه والممثلة منى ديلزا. بعد أن اكتشف شرينك-نوتزينغ أن كاريير قد أخذ وجهها الخارجي من المجلة، دافع عنها من خلال الادعاء بأنها قرأت المجلة لكن ذاكرتها استدعت الصور وقد تحققت في الإكتوبلازم. وبسبب هذا تم وصف شرينك-نوتزينغ بأنه ساذج. وأشار جوزيف مكابي إلى أنه "في ألمانيا والنمسا، يعتبر بارون فون شرينك نوتسينج أضحوكة من زملائه الأطباء".

### لاديسلاس لاسلو
اعترف الوسيط المجري لاديسلاس لاسلو (المعروف أيضًا باسم Laszlo Laszlo) بأن جميع تجسيداته الروحية كانت احتيالية في عام 1924. عُثر أيضًا على جليسة جلسة تحضير الأرواح تعمل كحليف لـ لاسو. كان لاسلو الذي أعتبر أنه أصلي من قبل شرينك-نوتزينغ نشالًا وهاربًا من الجيش. خلال جلسته، اعترف بإخفاء "رؤوس روحية" مصنوعة من قطع من الشاش في جيب شرينك نوتسينغ أو في مساند كرسيه.

### كارل كراوس
كان كارل كراوس (الزائف كارل ويبر) وسيطًا كُشفت حيلته من قبل الأستاذ هانز ثيرينج في فيينا عام 1924. ومع ذلك، اعتقد شرينك-نوتزينغ أن كراوس حقيقي. كتب كراوس لاحقًا مخطوطة عن وسيطته. اعترف بأنه شرع في خداع شرينك-نوتزينغ للكشف عن عدم كفاءة البحث النفسي. في عام 1928 حصل هاري برايس على مخطوطة كراوس. أعادت الجمعية الأمريكية للأبحاث النفسية طبع عدد من المخطوطة فيما بعد، واتُهم شرينك-نوتسينج بالسذاجة.

## احتيال
نشر عضو SPR رودولف لامبرت في عام 1954تقريرًا يكشف عن تفاصيل حول قضية احتيال تكتم عليها العديد من الأعضاء الأوائل في معهد ميتافزيائية الدولية (IMI). اكتشفت لامبرت، التي درست ملفات غوستاف جيلي على إيفا كاريير ، صوراً تصور إكتوبلازم احتيالي التقطته رفيقتها جولييت بيسون. ربطت "تجسيدات" مختلفة بشكل مصطنع بشعر إيفا بواسطة الأسلاك. لم ينشر جيلي هذا الاكتشاف مطلقًا. كان يوجين أوستي (مدير المعهد) والأعضاء جان ماير وألبرت فون شرينك نوتسينج وتشارلز ريشيت يعرفون جميعًا بالصور المزورة، لكنهم كانوا مؤمنين بشدة بظاهرة الوسيط، لذا طالبوا بإبقاء الفضيحة سراً.

## الأعمال المنشورة
- ظاهرة التجسيد، 1923
- اقتراح علاجي في الاعتلال النفسي الجنسي مع إشارة خاصة إلى غريزة جنسية معاكسة، 1898 (شارك في تأليفه تشارلز جيلبرت تشادوك )

## روابط خارجية
- Eva C بواسطة CM de Heredia